# Амасла (дочь Карнебо)
Амасла, Аматлея, Аматлай, Аматсула (др.-евр. אֲמַתְלַאי‬) — мать Авраама. Согласно традиции, она была дочерью некоего Карнебо и женой Фарры, отца Авраама. Имя матери Авраама не упоминается в еврейской Библии. Она не появляется в истории о рождении Авраама; о ней говорится лишь тогда, когда Авраам объясняет Авимелеху, царю Герара, что Сарра — его сестра по отцовской линии, но не по материнской.
Талмуд утверждает, что имя Аматлай носила также мать Амана.